# 普陀区 (舟山市)
普陀区（ふだ-く）は中華人民共和国浙江省舟山市に位置する市轄区。区内にある普陀山より名づけられた。区内の朱家尖街道（朱家尖島）には、舟山普陀山空港がある。455の島があり、有人島は32。総面積は、6,730km2だが陸地面積は459km2にすぎない。定海区、寧波市などと境を接する。定海区と境を陸地で唯一接する舟山島の先端部分と橋で繋がった朱家尖島のほか、大きな島として普陀山、桃花島、六横島、蝦峙島などがあり、東北端に離れて中街山列島（東極鎮）がある。

## 行政区画
- 街道：沈家門街道、東港街道、朱家尖街道、展茅街道
- 鎮：六横鎮、蝦峙鎮、桃花鎮、東極鎮、普陀山鎮